# Guinnevere
Guinnevere is een lied van Crosby, Stills & Nash dat werd geschreven door David Crosby. Ze brachten het in 1969 uit op hun debuutalbum Crosby, Stills & Nash.

## Tekst en muziek
Toen David Crosby zijn bandopname in 1968 naar Graham Nash stuurde, was het voor Nash duidelijk dat Crosby een denker met diepgang en een groot musicus was. Op de band stond verder nog Déjà vu dat de titelsong werd van een later gelijknamig album (1970).
Tijdens concerten kreeg de band vaak te horen dat fans de vingerzetting niet voor elkaar kregen. Tegen de achtergrond speelt dat Crosby het op ongebruikelijke akkoorden heeft gecomponeerd, evenals met EBDGAD in een ongebruikelijke gitaarstemming. De nieuw ontwikkelde akkoorden ondersteunen de bijbehorende complexe close harmony die wordt gezongen door Crosby en Nash. Nash vertelde in een interview met Rolling Stone dat de band het lied nog nooit twee maal op dezelfde manier heeft gespeeld. 
Het lied gaat over drie vrouwen waar Crosby van hield. Een van de drie was Christine Hinton; zij verongelukte later op 30 september 1969. De tweede was folkzangeres Joni Mitchell en de naam van de derde heeft hij niet bekendgemaakt ("somebody that I can't tell"). Guinnevere verwijst naar Guinevere, de vrouw van koning Arthur en de geheime minnares van Sir Lancelot.

## Uitvoeringen en covers
Nadat het nummer in 1969 op hun debuutalbum Crosby, Stills & Nash verscheen, kwam het ook nog terug op verschillende live- en verzamelalbums, zoals Carry on (1991), Greatest hits (2005) en CSN 2012. Ook bracht Crosby het onder eigen naam uit, zoals op King biscuit flower hour (opgenomen in 1989, uitgebracht in 1996) en Voyage (2006).
Daarnaast verschenen covers van andere artiesten. Zo verschenen versies op albums van jazzmusici als Herbie Mann (Memphis two-step, 1971) en Miles Davis (Circle in the round, 1979), en van andere artiesten zoals de radiocomponist Richard Dworsky (Back to the garden, 1992), het Laura Martier & The John Toomey Quartet (Intersection, 2001), het Keltische duo Ryan & Rachel O'Donnell (The Celtic chillout album 2, 2003), de triphopformatie D*Note ft. Beth Hirsch en de Italiaanse band Rangzen (Live, 2008).